# Surajny
Surajny (niem. Sorrehnen) – wieś w dawnym powiecie morąskim, gmina i poczta Miłakowo. W roku 1973 przysiółek był niezamieszkany. Na wschód od osady położone jest jezioro Boldajny (niem. Boldehnen See). 
Obecnie jest to jedna z grup zabudowań we wsi Warkałki.
Wieś wzmiankowana w dokumentach z roku 1263 jako wieś pruska na 10 włókach. Pierwotna nazwa Syreyn najprawdopodobniej wywodzi się z języka pruskiego (w języku litewskim "sóra, sorinis" oznacza proso). W roku 1782 we wsi odnotowano 5 domów (dymów), natomiast w 1858 w czterech  gospodarstwach domowych było 30 mieszkańców.  W latach 1937–39 było 436 mieszkańców. 